# Paul Brtschitsch
Paul Brtschitsch est un producteur et disc jockey allemand de techno. Il est fondateur et dirigeant de son propre label discographique Rootknox.

## Biographie
En 1995, Heiko M/S/O remarque Brtschitsch grâce à ses démos, ce qui lui permet de trouver un emploi chez le distributeur Neuton. Son premier disque, sous le pseudonyme Analog Confusion, est enregistré sur le nouveau label Tritone. Avec André Galluzzi, qu'il a rencontré grâce à son travail chez Neuton, il fonde en 1996 le label Taksi, sur lequel paraissent plusieurs publications. En 2001, Richie Hawtin licencie le morceau Schneesturm de Brtschitsch pour son label Plus 8, et en réalise un remix. La même année, le label Music Man licencie le titre Rohrbruch de l'album Rundfahrt.
En collaboration avec André Galluzzi, il produit deux albums qui sortent également sur Taksi. Sous les pseudonymes Night on Earth et TaksInc, ils publient sur des labels tels que Force Inc. Music Works et Ongaku Music. Sous son propre nom, il produit au total trois albums pour le label discographique Frisbee, qui rappellent un DJ set. Sur le label Karmarouge de Cologne, il produit avec Gabriel Ananda le morceau Morning Glory pour la compilation du label.
Outre ses productions, il a déjà réalisé des remixes, par exemple pour Snap! - Rhythm Is a Dancer, FPU - Racing Car (Ministry of Sound) et Pascal F.E.O.S. - Overflow. Il produit également le morceau du pavillon Space Radar à l'Expo 2000 de Hanovre. Depuis 2006, Brtschitsch vit à Berlin et en 2007, il fonde son propre label Rootknox. En outre, il est coproducteur d'Anja Schneid. En 2007, il sort Hook Up.
Me, Myself and Live sort dans les magasins au printemps 2009 et est également le premier long-format du catalogue de son label Rootknox,. Ici, Brtschitsch « fait le lien entre mélodies spatiales et groove charmant et puissant pour les bonnes soirées en club ».

## Discographie
- 2000 : Surftronic (Frisbee)
- 2001 : Venex (Frisbee)
- 2002 : Memory (Frisbee)
- 2003 : Rundfahrt (Taksi)
- 2004 : Bordell (Taksi)
- 2006 : Beese & Brtschitsch - ...In the Long Run[5]
- 2007 : Hook Up
- 2009 : Me, Myself and Live
- 2010 : Clamber 2010
- 2022 : Breathe